# Deidade bélica
Uma deidade bélica, podendo também ser chamada de deidade marcial, deus(a) da guerra ou deus(a) guerreiro(a), é uma entidade divina que representa ou personifica a guerra ou um aspecto da guerra, como lutas, conflitos, militarismo, estratégias de combate e artes marciais.
Deidades bélicas podem ser encontradas ao longo da História escrita em várias formas. Culturas que davam especial destaque a cultos guerreiros vão desde os antigos semitas, perpassando pelos antigos romanos até as nações orientais.
No mito romano, Marte, equivalente romano do deus grego Ares, era o deus da guerra, da violência e membro da tríade mais importante do panteão romano, foi de quem derivou-se o termo marcial, utilizado até hoje para referir-se a tudo relativo à guerra, a militares ou a lutadores.